# رباط فیض‌آباد
رباط فیض آباد مربوط به دوره قاجار است و در شهرستان مه‌ولات، شهر فیض‌آباد، خیابان امام خمینی واقع شده و این اثر در تاریخ ۱۰ دی ۱۳۸۱ با شمارهٔ ثبت ۶۸۷۴ به‌عنوان یکی از آثار ملی ایران به ثبت رسیده است.